# Price Tower
La Price Tower è un edificio multiuso progettato dall'architetto statunitense Frank Lloyd Wright e situato a Bartlesville, in Oklahoma. Commissionato dall'imprenditore Harold C. Price, fu costruito tra il 1952 e il 1956.

## Storia
Nel 1929, Wright progettò la torre come parte di un complesso di appartamenti che avrebbe dovuto essere realizzato a New York, che non fu però realizzato a causa della grande depressione.
Quando Price commissionò l'edificio a Wright per la sua compagnia petrolifera, l'architetto riprese il progetto della torre e la soprannominò "L'albero sfuggito dalla foresta affollata" perché era sfuggito all'affollata foresta di grattacieli di Manhattan. Al momento della sua costruzione la Price Tower era l'edificio più alto di Bartlesville.

## Descrizione
Uno degli ultimi progetti di Wright, la Price Tower è alta 67 m per un totale di 19 piani, realizzati a sbalzo attorno ad un pilastro centrale (da cui l'analogia con un albero). La torre è uno dei pochi edifici a sviluppo verticale realizzati dall'architetto statunitense, che fu felice di poterlo realizzare in una zona periferica, in modo da favorire la vita comunitaria ed evitare che il territorio fosse coperto da troppi edifici a sviluppo orizzontale.

## Riconoscimenti
- 1974: iscritta nel National Register of Historic Places;
- 1983: insignita del Twenty-five Year Award dall'American Institute of Architects;
- 2007: classificata come National Historic Landmark.